# Hackelia ophiobia
Hackelia ophiobia är en strävbladig växtart som beskrevs av R.L. Carr. Hackelia ophiobia ingår i släktet Hackelia och familjen strävbladiga växter. Inga underarter finns listade i Catalogue of Life.